# Manemeng
Manemeng is een bestuurslaag in het regentschap Sumbawa Barat van de provincie West-Nusa Tenggara, Indonesië. Manemeng telt 1158 inwoners (volkstelling 2010).